# Tokebosjön
Tokebosjön är en sjö i Jönköpings kommun i Småland och ingår i Göta älvs huvudavrinningsområde. Sjön är 2,1 meter djup, har en yta på 0,172 kvadratkilometer och befinner sig 229,1 meter över havet. Sjön avvattnas av vattendraget Hattabäcken.

## Delavrinningsområde
Tokebosjön ingår i det delavrinningsområde (641300-138011) som SMHI kallar för Mynnar i Nässjön. Medelhöjden är 276 meter över havet och ytan är 22,98 kvadratkilometer. Det finns ett delavrinningsområde uppströms, och räknas det in blir den ackumulerade arean 33,85 kvadratkilometer. Hattabäcken som avvattnar avrinningsområdet har biflödesordning 3, vilket innebär att vattnet flödar genom totalt 3 vattendrag innan det når havet efter 364 kilometer. Delavrinningsområdet består mestadels av skog (66 %), jordbruk (11 %) och sankmarker (12 %). Avrinningsområdet har 1,02 kvadratkilometer vattenytor vilket ger avrinningsområdet en sjöprocent på 4,4 %.

## Galleri

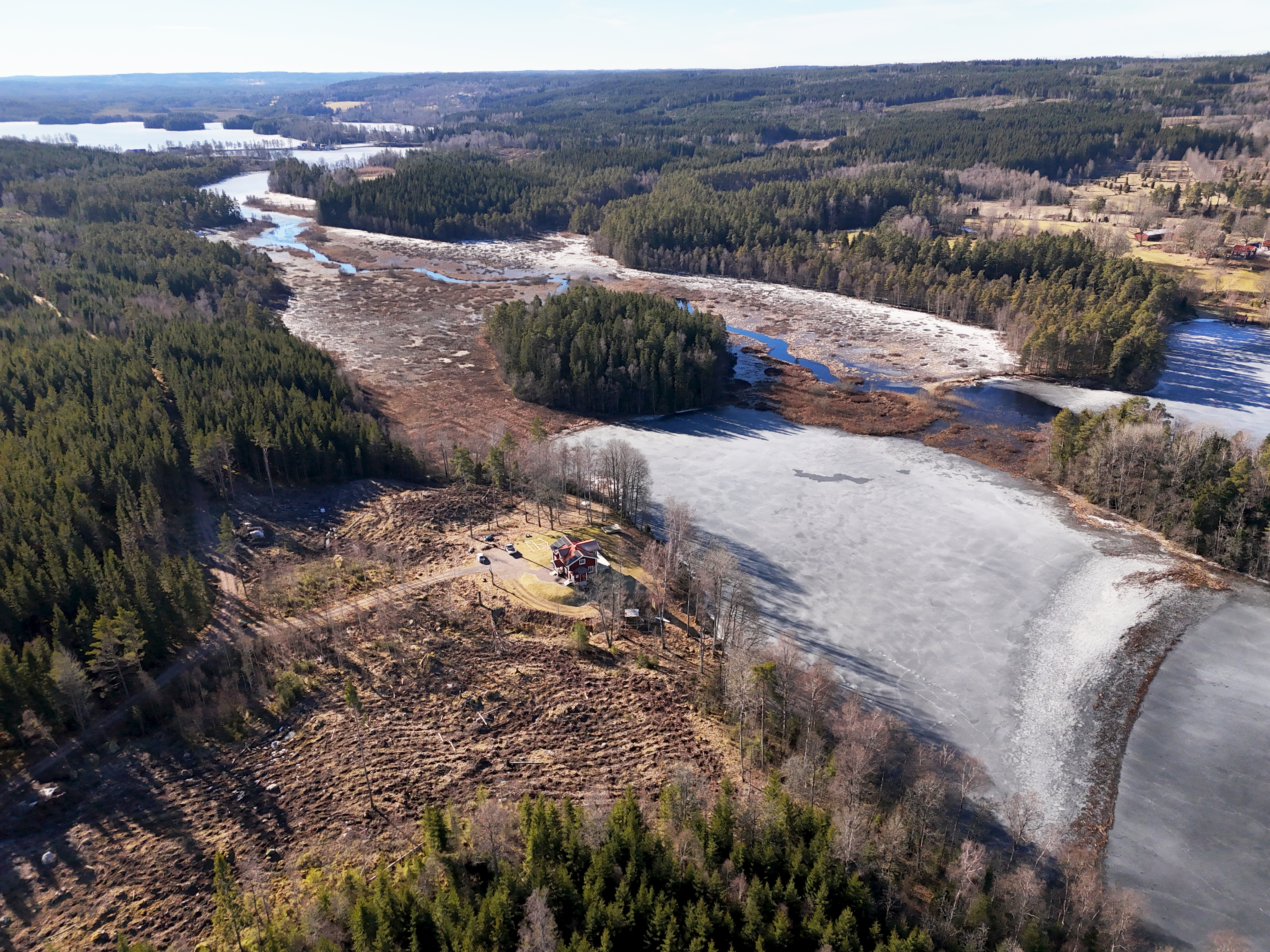
Maderna och Tokebosjön från norr vid inloppet till Nässjön.